# Wullschlaegelia calcarata
Wullschlaegelia calcarata là một loài thực vật có hoa trong họ Lan. Loài này được Benth. miêu tả khoa học đầu tiên năm 1881.